# Rimbach-près-Masevaux
Rimbach-près-Masevaux je občina v departmaju Haut-Rhin francoske regije Alzacija.
Leta 1990 je v občini živelo 456 oseb oz. 27 oseb/km².